# اما کندی
اما کندی (انگلیسی: Emma Kennedy؛ زادهٔ ۲۸ مهٔ ۱۹۶۷) بازیگر، نویسنده، کمدین، وکیل، مجری تلویزیون و مؤلف اهل بریتانیا است.